# Porto di Riposto
Il porto di Riposto, detto anche Porto dell'Etna o Marina di Riposto, è una moderna e complessa struttura portuale composta di un porto turistico e di un porto commerciale e da pesca a servizio dell'hinterland dell'area nord della Provincia di Catania.
Il porto si trova sulla costa rocciosa prospiciente la conurbazione Giarre-Riposto, a nord di Catania, alle coordinate 37°44',13 Nord e 15°12',62 Est ed è interamente artificiale; era un approdo marittimo sin dall'antichità.

## Storia
Nonostante l'approdo risultasse utilizzato a scopo commerciale dai tempi remoti è solo dai primi anni del XIX secolo che iniziarono le richieste al governo borbonico perché costruisse una struttura portuale degna di tal nome. La zona infatti faceva da collettore marittimo della produzione vinicola dell'area etnea, nonché di prodotti agricoli per l'esportazione. Nel 1820 sotto Ferdinando I di Borbone venne fondata una scuola nautica per addestrare capitani per la navigazione sia di cabotaggio che di altura. All'inizio del 1836 il comune di Giarre (che all'epoca comprendeva anche Riposto) inoltrò la richiesta, rimasta inascoltata, per la costruzione di un porto che oltre alle funzioni proprie commerciali fungesse anche da protezione delle abitazioni costiere da sempre esposte alle violente mareggiate dello Jonio. L'unica risposta alle molteplici sollecitazioni venne dopo l'unificazione, nel 1865, quando il Regio Governo fece costruire una boa di ancoraggio.
La struttura di approdo rimase tuttavia insufficiente, nonostante le rimostranze e le richieste e soprattutto l'intenso traffico marittimo; tuttavia nel 1887 il porto era classificato di 3ª classe e l'anno dopo (1888), di interesse nazionale e 2ª classe.
Giunse finalmente il 5 agosto 1906 quando con grandi cerimonie ufficiali venne posta la prima pietra per la costruzione del porto vero e proprio. Tredici anni dopo veniva costituito l'Ente portuale di Riposto. Il traffico commerciale di vini, frutta secca e prodotti agricoli si mantenne sempre notevole subendo un calo negli ultimi decenni.
Alla fine del 1985 prese forma la decisione di trasformare la struttura portuale da commerciale a turistica convertendo l'esistente in una coppia di bacini da diporto, un'area ad uso peschereccio e costruendo ex novo un bacino commerciale a nord dell'esistente.
I lavori iniziati il 20 luglio 1989 non si sono ancora conclusi; Il 18 giugno 2004 è stato completato il primo bacino turistico privato, mentre non sono ancora iniziati i lavori per quello commerciale.

## Caratteristiche e servizi
Il porto di Riposto è sede dell'Ufficio Circondariale Marittimo di Riposto della Guardia Costiera dipendente dalla Capitaneria di Porto di Catania.
Il bacino completato, a gestione privata, è attrezzato di tutti i servizi occorrenti, con rifornimento di carburante ed acqua, cantieri navali e gru di alaggio; è in grado di accogliere fino a 366 natanti di lunghezza fino a 60 m.
Il porto di Riposto è anche frontiera ed è sede del "Valico marittimo" gestito dalla locale stazione dei Carabinieri.